# Laura Voutilainen

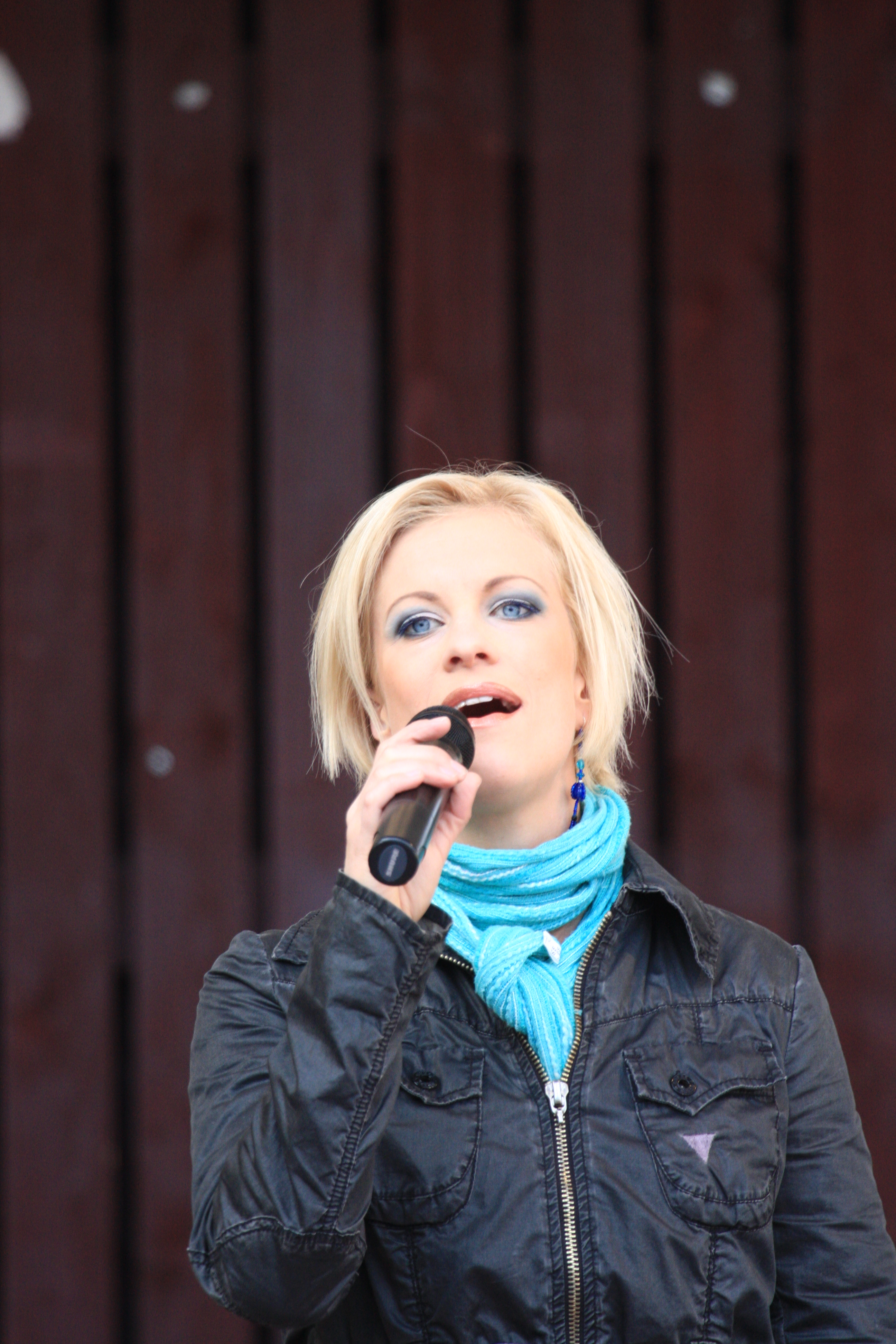
Laura Voutilainen (2008)

Laura Voutilainen (* 17. Mai 1975 in Jyväskylä) ist eine finnische Popsängerin, die am Eurovision Song Contest 2002 teilnahm.

## Karriere
Laura Voutilainen veröffentlichte ihre Debütsingle 1993 mit dem Titel Muuttanut oot maailmain („Ich habe die Welt verändert“). Der Durchbruch gelang ihr 1994 mit dem Lied Kerran. Sowohl 1994 als auch 1996 erhielt sie als „Sängerin des Jahres“ den Emma Award, den wichtigsten finnischen Musikpreis.
2002 nahm sie am Eurovision Song Contest in Tallinn teil, nachdem sie den finnischen Vorentscheid in Tampere gewonnen hatte. Mit ihrem Lied Addicted to You kam sie auf den 20. Platz unter 24 Teilnehmern. 2007 war sie erneut mit zwei Liedern in der finnischen Vorentscheidung vertreten, schaffte jedoch weder mit Take a Chance noch mit dem in Landessprache vorgetragenen Kosketa mua den Sprung in den internationalen Wettbewerb.
Dennoch gehört Voutilainen weiterhin zu den erfolgreichsten Sängerinnen ihres Landes. In den letzten 20 Jahren erreichten sieben ihrer Alben die Top 10 der Charts. Am erfolgreichsten war ihr selbstbetiteltes Debüt von 1994, das mit Doppelplatin ausgezeichnet wurde. Mit über 100.000 verkauften Einheiten gehört es zu den 50 erfolgreichsten Alben aller Zeiten in Finnland.
2016 und 2017 gelangen Voutilainen erstmals seit ihrem Eurovisionsbeitrag wieder Hits in den finnischen Singles-Charts. Sowohl Miks ei als auch Mä en kestä erreichten die Top 10. Das erstgenannte Lied wurde im Juni 2017 von Nikke Ankara bei Vain elämää, der finnischen Ausgabe von Sing meinen Song, gecovert und kam in seiner Version auf Platz 10. Noch während ihrer Teilnahme an der Show erschien das Album Miks ei, mit dem Voutilainen zum dritten Mal Platz drei der Albumcharts einnahm.
Seit einigen Jahren spielt Voutilainen auch regelmäßig in Musicals. So war sie 2018 in der finnischen Version von Mamma Mia! ebenso zu sehen wie ab 2020 in der finnischen Version von We Will Rock You.
Bis 2016 lebte Voutilainen in Heinola. Danach zog sie für ein paar Jahre nach Helsinki. 2019 zog sie schließlich nach Espoo. Voutilainen war von 1998 bis 2016 mit dem Musiker Juha Heikkilä verheiratet und hat zwei Söhne.

## Diskografie

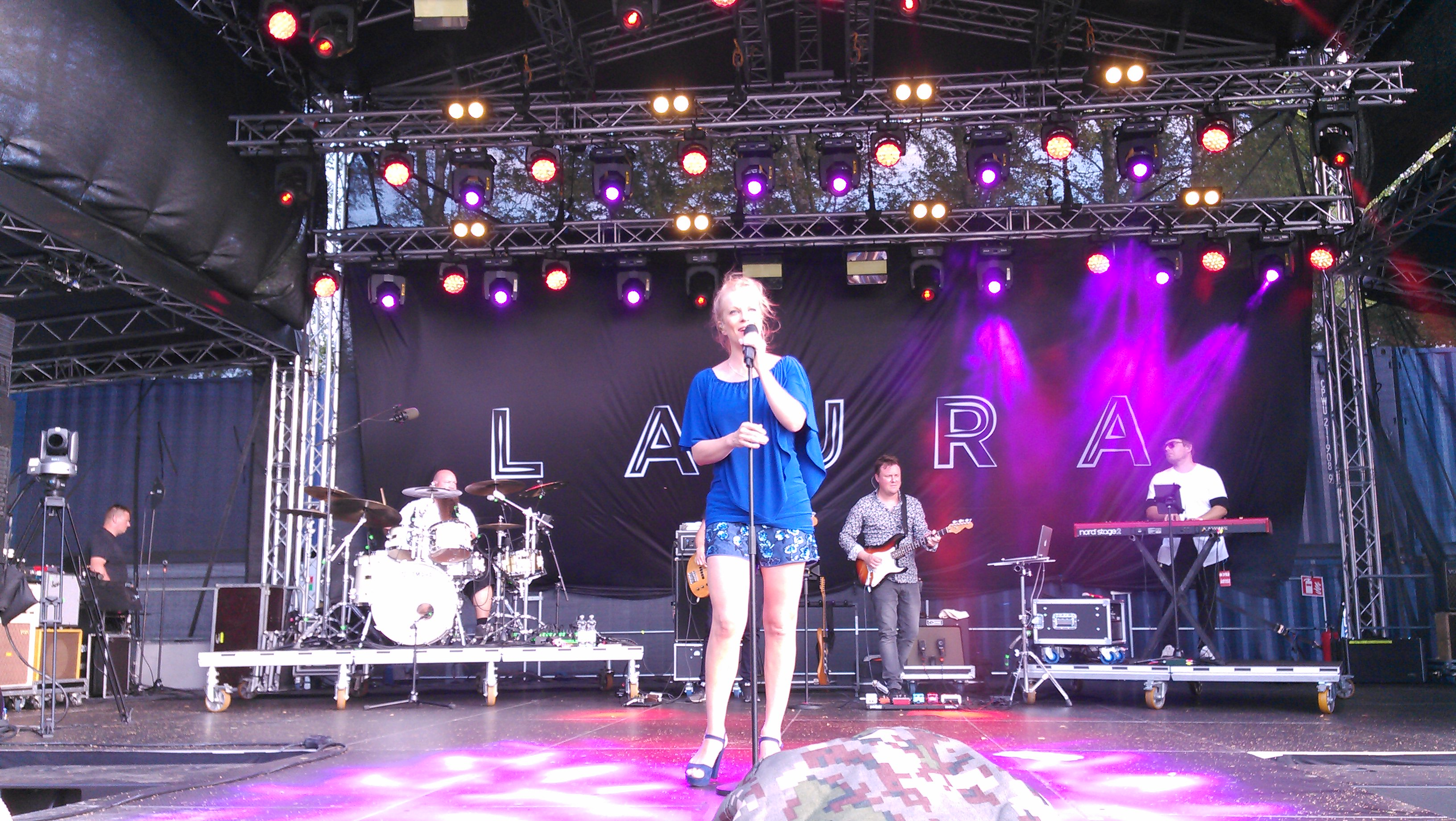
Laura Voutilainen beim Down By The Laituri Festival, 2018

### Alben
| Jahr | Titel                 | Höchstplatzierung, Gesamtwochen, AuszeichnungChartsChartplatzierungen (Jahr, Titel, Platzierungen, Wochen, Auszeichnungen, Anmerkungen) | Anmerkungen                                                     |
| Jahr | Titel                 | FI | Anmerkungen                                                     |
| ---- | --------------------- | --- | --------------------------------------------------------------- |
| 1994 | Laura Voutilainen     | FI6 ×2Doppelplatin · (34 Wo.)FI |                                                                 |
| 1996 | Kaksi karttaa         | FI3 Platin · (11 Wo.)FI |                                                                 |
| 1998 | Etelän yössä          | FI4 Gold · (8 Wo.)FI |                                                                 |
| 2001 | Puolet sun auringosta | FI14 (8 Wo.)FI |                                                                 |
| 2003 | Päiväkirja            | FI24 (1 Wo.)FI |                                                                 |
| 2005 | Tässä hetkessä        | FI23 (2 Wo.)FI |                                                                 |
| 2006 | Lauran päiväkirja     | FI12 (9 Wo.)FI | Erstveröffentlichung: 26. Juli 2006                             |
| 2007 | Kosketa mua           | FI6 Gold · (23 Wo.)FI | Erstveröffentlichung: 15. April 2007                            |
| 2008 | Palaa                 | FI3 (9 Wo.)FI |                                                                 |
| 2009 | Sydänjää              | FI13 (6 Wo.)FI | Erstveröffentlichung: 18. September 2009                        |
| 2010 | Suurimmat hitit       | FI9 Gold · (7 Wo.)FI | Erstveröffentlichung: 15. Oktober 2010                          |
| 2011 | Ihmeitä               | FI20 (5 Wo.)FI | Erstveröffentlichung: 17. Oktober 2011                          |
| 2013 | KokoNainen            | FI23 (6 Wo.)FI | Erstveröffentlichung: 12. April 2013                            |
| 2017 | Miks ei               | FI3 (22 Wo.)FI | Erstveröffentlichung: 2. Juni 2017                              |
| 2019 | Minun tähteni         | FI6 (3 Wo.)FI | Erstveröffentlichung: 8. November 2019 mit Higher Ground Vocals |

grau schraffiert: keine Chartdaten aus diesem Jahr verfügbar

### Singles
| Jahr | Titel Album         | Höchstplatzierung, Gesamtwochen, AuszeichnungChartsChartplatzierungen (Jahr, Titel, Album, Platzierungen, Wochen, Auszeichnungen, Anmerkungen) | Anmerkungen                                |
| Jahr | Titel Album         | FI | Anmerkungen                                |
| ---- | ------------------- | --- | ------------------------------------------ |
| 2002 | Addicted to You –   | FI11 (4 Wo.)FI | Platz 20 beim Eurovision Song Contest 2002 |
| 2016 | Miks ei             | FI10 (5 Wo.)FI |                                            |
| 2017 | Mä en kestä Miks ei | FI6 (9 Wo.)FI | Erstveröffentlichung: 10. März 2017        |